# Подлесное (Белебеевский район)
Подлесное (баш. Подлесный) — деревня в Белебеевском районе Республики Башкортостан Российской Федерации. Входит в состав Донского сельсовета. Находится в пригородной зоне города Белебея.

## Название
Имело два названия: Глумилино (Подлесное).
Современное название происходит по месту расположения.
Историческое название по фамилии владельцев — Глумилиных .
Сохранилось в название главного деревенского водотока — реки Глумилинка.

## География
Расположен на Бугульминско-Белебеевской возвышенности, при реке Глумилинка и автодороге 80Н-144.

### Географическое положение
Расстояние до:
- районного центра (Белебей): 3 км,
- центра сельсовета (Пахарь): 19 км,
- ближайшей ж/д станции (Аксаково): 13 км.

## История
До упразднения уездно-губернского деления входило в состав Белебеевского уезда Уфимской губернии.
Упоминается в ревизской сказке 1834 года.
Сельцом Подлесное (Глумилино) с более 600 помещичьих крестьян владела сестра С. Т. Аксакова, Софья Тимофеевна Глумилина. Её сын Михаил Михайлович Глумилин, в 1960‑е гг. уездный предводитель дворянства в Белебеевском уезде, получил в наследство часть имения в д. Глумилино и имение в сельце Подлесное.

## Население
| 2002 | 2009 | 2010 |
| ---- | ---- | ---- |
| 50   | ↗134 | ↗138 |

Национальный состав
Согласно переписи 2002 года, преобладающая национальность — русские (76 %).

## Инфраструктура
Личное подсобное хозяйство с зоной сельскохозяйственного использования, индивидуальная застройка усадебного типа.
Подлесненский фельдшерско-акушерский пункт.

## Транспорт
Остановка общественного транспорта «Подлесное».